# Willibald Borowietz
Willibald Borowietz, né le 17 septembre 1893 à Ratibor (aujourd'hui Racibórz en Pologne) et mort le 1er juillet 1945 au camp Clinton dans le Mississippi, est un Generalleutnant allemand de la Wehrmacht au sein de la armée de terre allemande pendant la Seconde Guerre mondiale.

## Biographie
Le 5 mars 1914, Borowietz s'engage comme porte-drapeau dans la 4e compagnie du 156e régiment d'infanterie (pl) de l'armée prussienne à Beuthen.
Willibald Borowietz est capturé quand l'Afrika Korps se rend aux forces alliées. Il est détenu comme prisonnier de guerre aux États-Unis au camp Clinton dans le Mississippi. Il se suicide, à 51 ans, en s'électrocutant dans une baignoire du camp le 1er mai 1945. Officiellement la cause de sa mort fut une hémorragie cérébrale. Sa femme, Eva Ledien, était d'origine juive. Elle se suicida en octobre 1938 permettant à ses enfants d'être aryanisés. La sœur d'Eva, Käthe (Ledien) Bosse, fut tuée au camp de concentration de Ravensbrück le 16 décembre 1944.

## Décorations
Il a été récipiendaire de la croix de chevalier de la croix de fer avec feuilles de chêne. La croix de chevalier de la croix de fer et son grade supérieur, les feuilles de chêne, sont attribués en reconnaissance d'un acte d'une extrême bravoure ou d'un succès de commandement important du point de vue militaire.
- Croix de fer (1914)
  - 2e classe (6 octobre 1914)
  - 1re classe (25 juin 1915)
- Insigne des blessés (1914)
  - en Noir (4 mai 1918)
- Croix d'honneur (21 décembre 1935)
- Agrafe de la croix de fer (1939)
  - 2e classe (25 septembre 1939)
  - 1re classe (11 juin 1940)
- Insigne de combat général (14 avril 1941)
- Médaille du front de l'Est (1er août 1942)
- Bande de bras Afrika
- Médaille d'argent de la Valeur militaire italienne
- Croix allemande en or (4 juin 1944)
- Croix de chevalier de la croix de fer avec feuilles de chêne
  - Croix de chevalier le 24 juillet 1941 en tant que Oberstleutnant et commandant du Schützen-Regiment 10[2]
  - 235e feuilles de chêne le 10 mai 1943 en tant que Generalmajor et commandant de la 15.Panzer-Division[3]
- Mentionné 2 fois dans le bulletin radiophonique Wehrmachtbericht (12 avril 1941 et 11 mai 1943)